# Sonny Boy Williamson II
Aleck Ford (más tarde, Rice Miller), conocido como Sonny Boy Williamson II (Glendora, 5 de diciembre de 1897-Helena, 25 de mayo de 1965) fue un poeta, músico, cantante y compositor estadounidense, que ha sido considerado como la leyenda definitiva del blues.
No debe ser confundido con John Lee Williamson (1914-1948), conocido como Sonny Boy Williamson I.

## Biografía
Aleck Ford nació en la plantación de Sara Jones cerca de Glendora en Tallahatchie County, Misisipi. Parece ser que su fecha de nacimiento es dudosa, pues aunque él afirmó haber nacido el 5 de diciembre de 1899, un investigador, David Evans, afirma haber encontrado pruebas en el censo de registro de que nació alrededor de 1912. Sin embargo, en la lápida de Miller aparece como fecha de su nacimiento el 11 de marzo de 1908.

### Comienzos
Vivió y trabajó con el aparcero Jim Miller, su padrastro, de quien adoptó su apellido, y con su madre, Millie Ford, hasta principios del decenio de 1930. A partir de la década de 1930, viajó alrededor de Misisipi y Arkansas, trabajando con grandes artistas como Big Joe Williams, Elmore James y Robert Lockwood, Jr. Durante este período también se asoció con Robert Johnson. Miller desarrollaría su estilo y personalidad durante estos años.

### Carrera
En 1941 Miller fue contratado para actuar en el espectáculo King Biscuit Time, la publicidad de una marca de galletas en la estación de radio en KFFA en Helena con Lockwood. Fue en este momento que el productor del programa de radio, Max Moore, comenzó a denominar a Miller como Sonny Boy Williamson, al parecer en un intento de capitalizar la fama del conocido cantante e intérprete de armónica en Chicago, John Lee Williamson, con el mismo nombre artístico.
Trabajó al lado de artistas de la categoría de Muddy Waters, The Band, Willie Dixon, Jimmy Rogers y Otis Spann.
A comienzo de los años sesenta permaneció algún tiempo en Inglaterra, donde grabó con numerosos grupos y artistas, como The Animals y Jimmy Page.

## Discografía parcial
Entre sus elepés destacan:
- This is my story
- Bummer road
- One way out
- Sonny Boy Williamson